# 孛栾台
孛栾台（?—1262年），13世纪中叶的一位蒙古将军。他是博爾朮之子。他於1236-1242年期間參與蒙古征服基輔羅斯。 后來又跟隨蒙古大汗進攻南宋。大德五年（1301年），孛栾台被元朝朝廷追封為广平王。